# Petrogale
Petrogale (назва походить від грец. πέτρα — «камінь», і грец. γαλῆ — «ласиця») — рід сумчастих з родини Кенгурових (Macropodidae). Нараховує 16 видів, усі живуть на Австралійському континенті. Рід описано 1837 року (Gray, 1837); інколи рід називають або «скельний кенгуру», або «скельний валабі».

## Види
- Petrogale assimilis, Ramsay, 1877
- Petrogale brachyotis, Gould, 1840
- Petrogale burbidgei, Kitchener et Sanson, 1978
- Petrogale coenensis, Eldredge et Close, 1992
- Petrogale concinna, Gould, 1842
- Petrogale godmani, Thomas, 1923
- Petrogale herberti, Thomas, 1926
- Petrogale inornata, Gould, 1842
- Petrogale lateralis, Gould, 1842
- Petrogale mareeba, Eldredge et Close, 1992
- Petrogale penicillata, Gray, 1827
- Petrogale persephone, Maynes, 1982
- Petrogale purpureicollis, Le Souef, 1924
- Petrogale rothschildi, Thomas, 1904
- Petrogale sharmani, Eldredge et Close, 1992
- Petrogale xanthopus, Gray, 1854

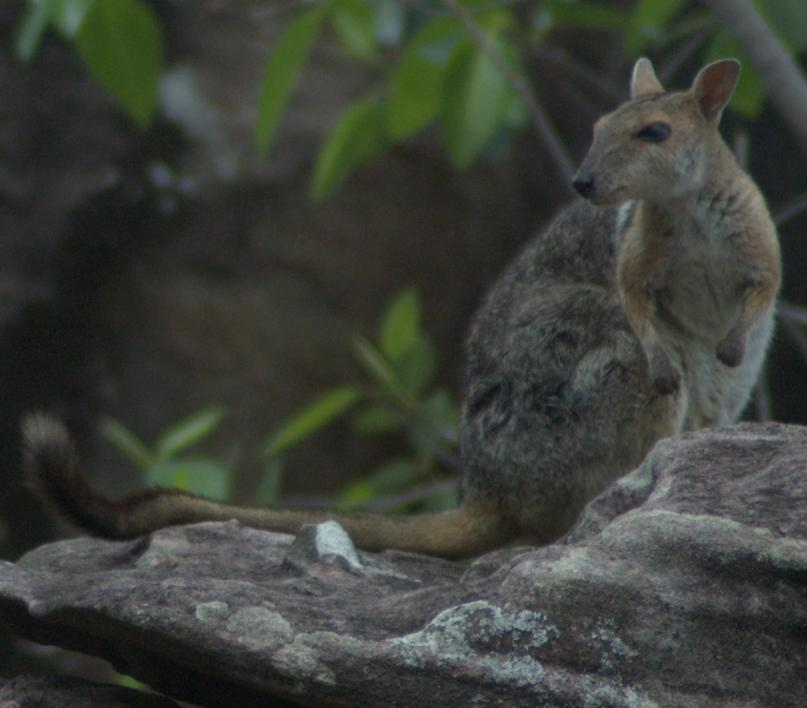
Один з видів роду Petrogale. Зверніть увагу на довжину хвоста.
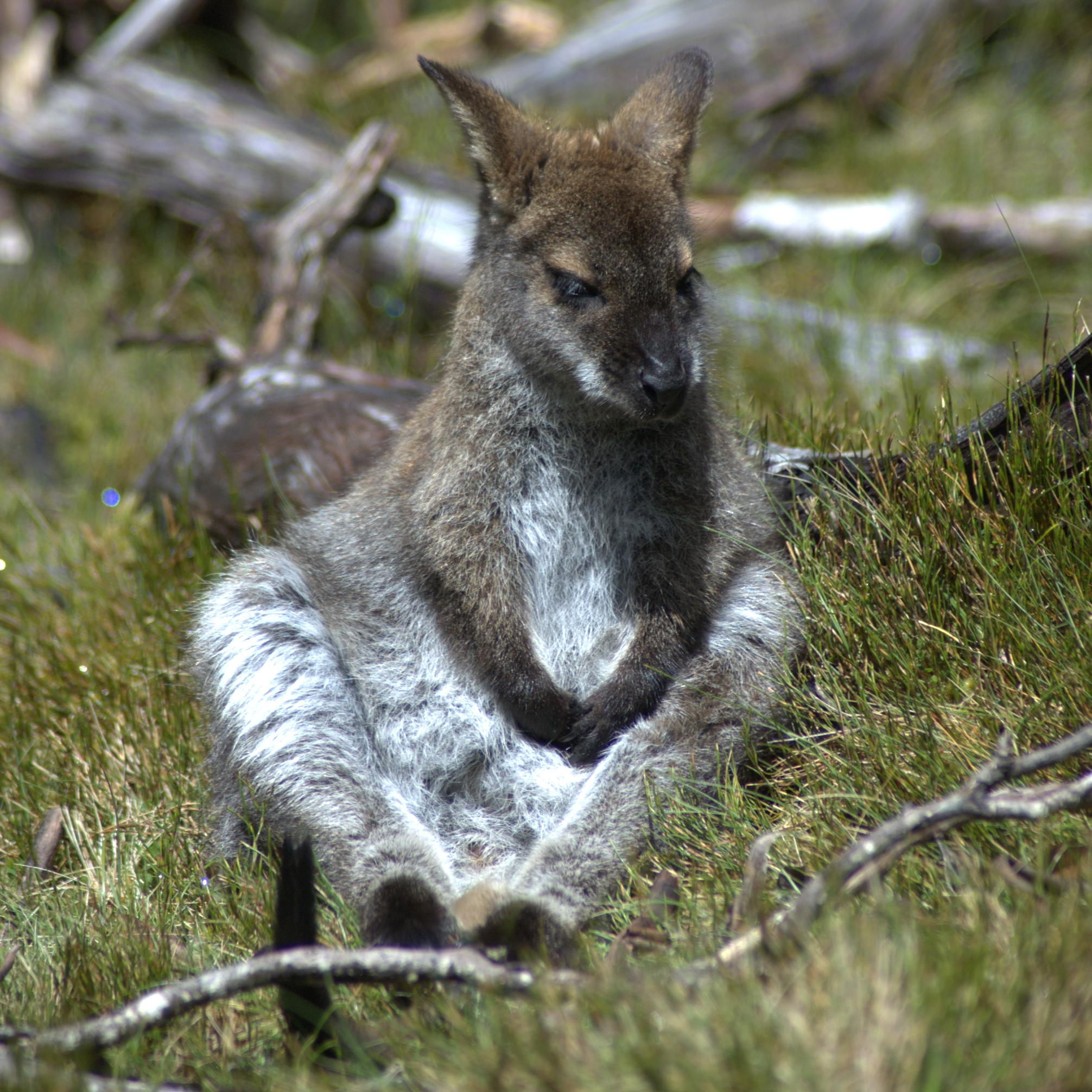
Молодий валабі на траві в Тасманії